# Juliette Dantin

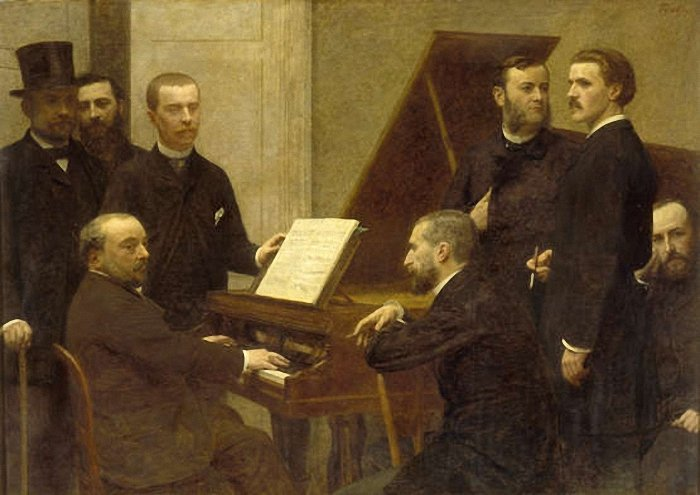
Arthur Boisseau, insegnante di Juliette Dantin, era membro del gruppo ‘Le petit Bayreuth’ e appare in tale veste nel famoso quadro 'Autour du piano' di Henri Fantin-Latour

Juliette Dantin (18 maggio 1875 – Parigi, 2 novembre 1930) è stata una violinista e cantante francese.

## Biografia
Juliette Dantin, sorella del pittore Paul Dantin, intraprese gli studi di violino con Arthur Boisseau. Intorno agli otto anni Dantin continuò a studiare con Charles Dancla al Conservatorio Nazionale di Parigi. Iniziò ad esibirsi come enfant prodige al Théâtre du Châtelet nei Concert Colonne. La rivista musicale «Le Ménestrel» del 25 marzo 1883 riferisce che 
Il 4 agosto 1888 Dantin conseguì il Premier prix de violon al Conservatorio di Parigi col massimo dei voti.
Il 6 gennaio 1889 al Théâtre du Châtelet di Parigi, Dantin suonò il Concerto n. 1 di Max Bruch sotto la direzione di Édouard Colonne e il 13 gennaio il Concerto di Mendelssohn. Passando di successo in successo in Francia e all’estero, Dantin fu applaudita a Londra il 19 giugno 1892 nel Concerto romantique di Benjamin Godard. 
Il 27 maggio 1900 Dantin tornò a Parigi dopo una tournée di concerti in Belgio e Olanda. Oltre all’attività concertistica come violinista, Dantin si esibì anche come cantante. In Belgio il 12 marzo 1905, cantò la Chanson de Chérubin e l’Aubade de l’Ensoleillad di J. Massenet. In seguito cantò nell’opera Mignon. 
Nel 1907, Juliette Dantin diede una serie di concerti in doppia veste di violinista e cantante. L’8 giugno 1912 Dantin cantò l’Élégie, la Pitchounette et les larmes da Werther di Massenet e suonò la Méditation da Thaïs di Massenet e la Canzonetta dal Concerto romantique di Benjamin Godard. Le sue composizioni includono Un Rêve per violino e pianoforte (1894) dedicato al suo maestro Arthur Boisseau, e Berceuse per violino e pianoforte (1907). Negli ultimi anni Dantin viveva a Charenton-le-Pont (nella periferia sud-est di Parigi) dove mancò per un attacco di cuore il 2 novembre 1930.

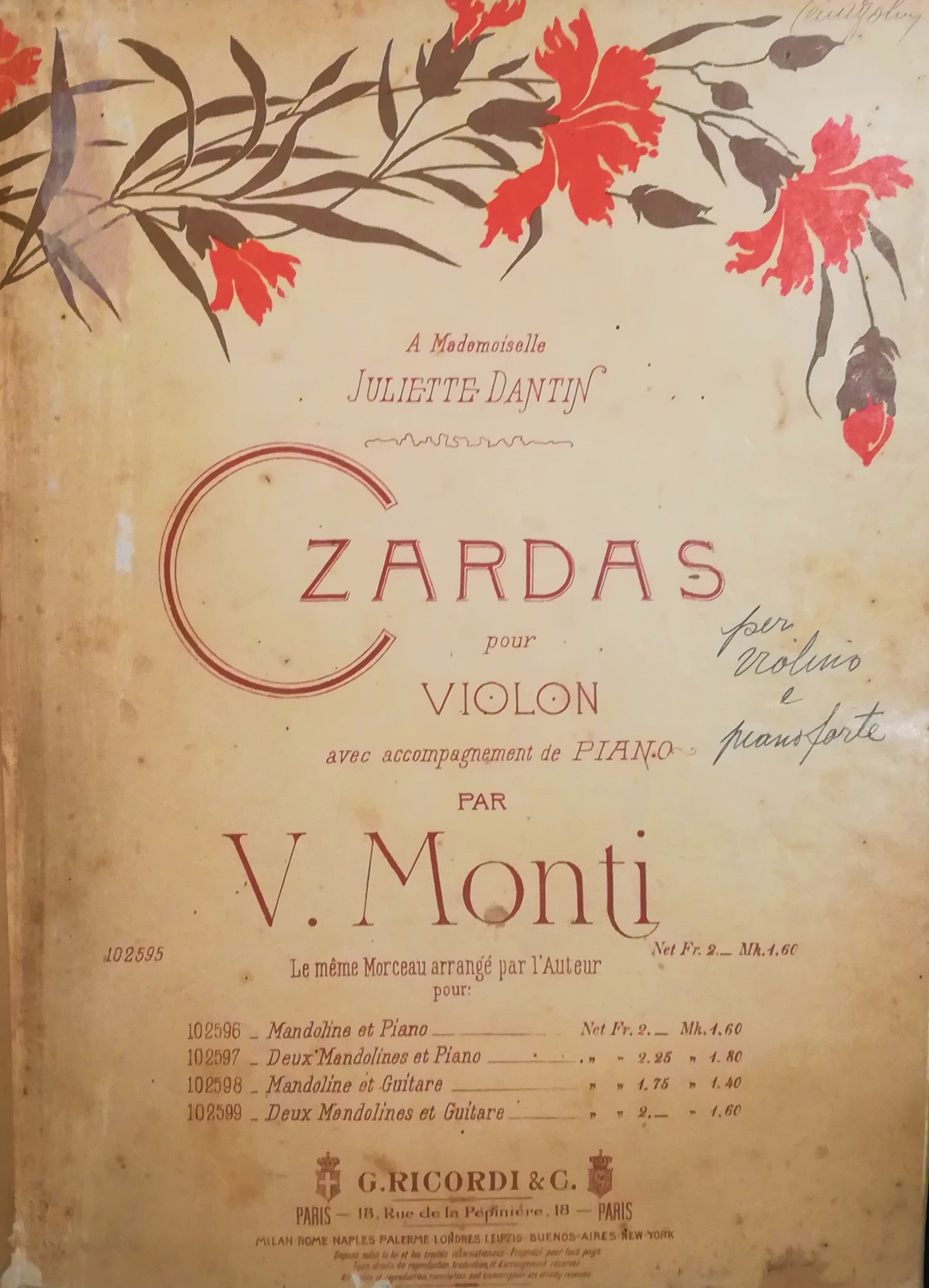
Vittorio Monti, Czardas per violino e pianoforte (1904), frontespizio

## Opere dedicate
- Gabriel Verdalle, Cantilène op. 26 pour violon et harpe (1899), con dedica ‘A Mademoiselle Juliette Dantin’.[9]
- Vittorio Monti, Czardas per violino e pianoforte (1904), con dedica ‘à Mademoiselle Juliette Dantin 1er Prix du Conservatoire de Paris’.[10]